# 尚泰勒
尚泰勒（法語：Chantelle，法語發音：[ʃɑ̃tɛl]）是法国阿列省的一个市镇，位于该省南部，属于穆兰区。

## 地理
尚泰勒（46°14'17"N, 3°9'11"E）面积10.96 平方千米，位于法国奥弗涅-罗讷-阿尔卑斯大区阿列省，该省份为法国中部省份，北起涅夫勒省、西北接谢尔省，西南至克勒兹省，南至多姆山省，东南临卢瓦尔省，东临索恩-卢瓦尔省。
与尚泰勒接壤的市镇（或旧市镇、城区）包括：舍泽勒、德讷耶莱尚泰勒、弗勒里耶勒、富里耶、莫内斯捷、塔克萨瑟纳、阿列省于塞勒。

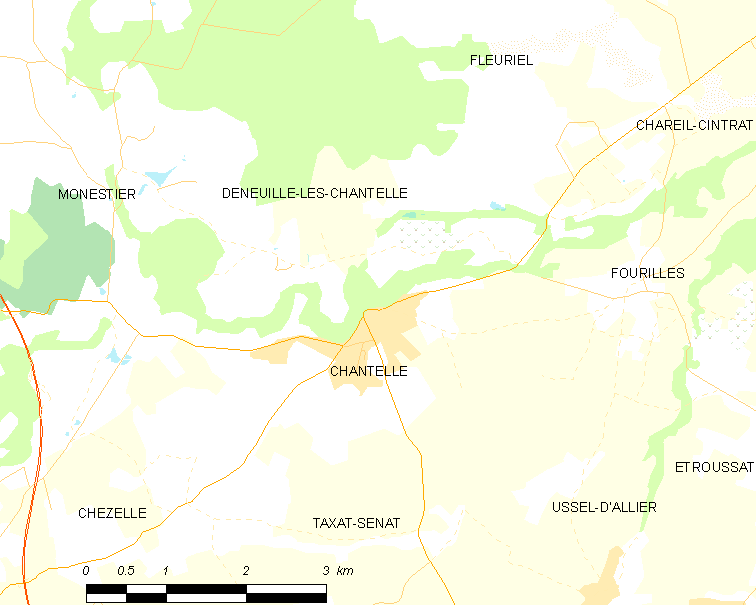
尚泰勒的OSM定位图

尚泰勒的时区为UTC+01:00、UTC+02:00（夏令时）。

## 行政
尚泰勒的邮政编码为03140，INSEE市镇编码为03053。

## 政治
尚泰勒所属的省级选区为加纳县。

## 人口

1962-2008年间尚泰勒人口变化图示

尚泰勒于2022年1月1日时的人口数量为1124人。